# Kenworth
Kenworth – amerykański producent samochodów ciężarowych (dawniej również autobusów miejskich i szkolnych) z siedzibą w Kirkland, w stanie Waszyngton. Przedsiębiorstwo założone zostało w 1912 roku i należy obecnie do grupy Paccar.